# Draculito, mon saigneur
Draculito, mon saigneur (Little Dracula en anglais, Draculie - Der gruftstarke Vampir en allemand) est une série télévisée d'animation franco-américano-allemande en 26 épisodes de 22 minutes, créée par Bruno René Huchez et réalisée par Bahram Rohani. Aux États-Unis, la première saison a été diffusée à partir du 7 septembre 1991 dans le bloc de programmation Fox Kids. Les deux saisons ont été diffusées en France à partir de septembre 1992 dans M6 Kid sur M6.

## Synopsis
Draculito est le fils ainé du célèbre comte Dracula. Âgé d'une dizaine d'années, il obtient de son père des objets magiques qui l’aident à repousser les attaques de Gousse d’Ail et de ses acolytes. Dans son école, il se lie d’amitié avec Lapin Garou. Lors de ses aventures, « Little Drac » (autre nom de Draculito) apprend la vie.

## Genèse
À l'origine, Little Dracula est un personnage de la littérature enfantine britannique.
La collection Little Dracula a été d'abord publiée par Walker Books (en), puis à partir de 1986 par Candlewick Press (en), aux États-Unis. Les scénarios étaient écrits par Martin Waddell et illustrés par Joseph Wright ; bien qu'un livre d'humour ait été écrit par Alan Durant, et illustré par Paul Tempest.

## Autour de la série
La première saison a été produite avec les États-Unis et diffusée dans le bloc Fox Kids. Mais sur les 13 épisodes produits, seuls 6 seront diffusés. La seconde saison sera une coproduction franco-allemande en association avec La Cinq.
En effet, la chaîne doit faire face aux quotas de production et met en chantier 3 ou 4 séries, dont Barnyard commandos, Draculito, Bucky O'Hare... contre les Krapos !.
En 1992, La Cinq dépose le bilan et laisse sur le carreau de nombreux producteurs, dont IDDh. La société trouve cependant un nouveau diffuseur avec M6, qui a décidé de relancer ses programmes jeunesse. Malheureusement, les budgets alloués ne suffisent pas à combler le passif laissé par La Cinq.
Après Draculito, mon saigneur, le dessin-animé Les Mille et Une Nuits (13 épisodes, 1995) de Marie-France Brière sera la dernière production de IDDH, la société ferme définitivement ses portes en 1999.

## Voix françaises[1]
- Françoise Blanchard : Draculito
- Pascale Jacquemont : La mère, la grand-mère
- Bernard Bollet : Dracula (première voix)
- Marc Bretonnière : Dracula (deuxième voix)
- Patrice Baudrier : Lapin Garou (première voix)
- Emmanuel Fouquet : Lapin Garou (deuxième voix)
- Olivier Hémon : Sans œil (première voix)
- Michel Tugot-Doris : Gousse D'Ail (deuxième voix), L'Asticot
- Jean-Paul Coquelin : Gousse D'Ail (première voix)

## Personnages
- Draculito (« Little Drac ») : personnage principal
- Dracula : le père de Draculito
- Gousse d’Ail : l’ennemi de la famille Dracula (l'équivalent de Van Helsing)
- Lapin Garou : un cyclope lapin lycanthrope, meilleur ami de Draculito
- Victime : un zombie confident et conseiller de Draculito
- Asticot : l'acolyte de Gousse d’Ail
- Sans œil : bras droit de Gousse d’Ail
- Mme Dracula : la maman de Draculito
- mémé : la grand-mère de Draculito
- Handy : la main
- Igor : le domestique zombie

## Épisodes

### Première saison
1. La surprise de Little Drac
2. La première morsure de Little Drac
3. La malédiction de l'épouvantable Smic
4. L'Halloween de Little Drac
5. Le réveillon des vampires
6. Little Drac à la hawaïenne
7. Les gamins à la batte
8. Les mordus de la moto
9. La lettre de victime
10. La chambre de l'indicible effroi
11. Bagarre à l'école des démons
12. Vent de folie à minuit
13. Little Drac fait du cinéma

### Seconde saison
1. L'excursion des scouts vampires
2. Pas si petit que ça Little Drac
3. Little Drac et la gousse d'ail magique
4. Mordre ou ne pas mordre
5. Voyage dans l'infini
6. Une partie de pêche
7. Une chauve-souris à deux cerveaux
8. La voiture corbillard en folie
9. Le cousin de Little Drac
10. Mon royaume pour un cerveau
11. Une journée ordinaire
12. Le vampire de la côte
13. Les monstres du rock